# Niphobolus sinensis
Niphobolus sinensis là một loài dương xỉ trong họ Polypodiaceae. Loài này được Loudon mô tả khoa học đầu tiên năm 1839.
Danh pháp khoa học của loài này chưa được làm sáng tỏ. 